# 李広利
李 広利（り こうり、? - 紀元前88年）は、前漢の軍人。中山郡の人。妹に武帝の寵妃の李夫人と兄に武帝の寵臣の李延年がいる。なお、李広の名と似ているが別人である。

## 経歴

### 出世
当時、前漢は交易により多くの西域の名馬を手に入れていた。武帝は西域の名馬の中でも大宛の「汗血馬」を特に好んでいたが、大宛の弐師城に汗血馬が飼われていると聞き、使者を派遣して千金と金の馬で汗血馬を買うことを求めたが、使者は殺されて、金銭は略奪された。
若い頃の李広利は、元来無頼として定職に就かない勝手気ままな人物であったが、紀元前104年（太初元年）、武帝は寵愛している李夫人（李広利の妹）のために、李広利を「弐師将軍」に封じ、兵数万を率いて汗血馬を手に入れるため弐師城攻略に向かわせた。しかし、その道のりは遥かに遠く、諸城を攻略できずに食糧にもことを欠き、兵卒の多くが死んだり逃亡したりした。李広利はしかたなく撤兵して、敦煌に入り2年間を過ごす。これに武帝は激怒し、「玉門関より中に入るようなら斬る」と命令を下した。かくして李広利の率いる軍は敦煌塞（玉門関近くの漢の武帝時代に築かれた長城）まで戻った。
紀元前102年（太初3年）、武帝はもう1度大宛を再び攻めることを命じて、精兵6万、さらに牛10万頭、馬3万頭、ロバ・ラクダ1万頭余に軍の糧秣を運ばせ、これに加えて18万の部隊が後方より回りこみ、大宛外城に攻め入った。李広利の大軍は、40日余り大宛城を包囲攻撃して、無数の大宛兵を殺した。これに対して恐れをなした大宛は、漢軍が撤兵することを条件に、国王を先頭に投降し、あわせて3千数頭の「汗血馬」を漢に捧げた。これにより漢軍は玉門関にまで引き返したが、過酷な道のりのために、1万余の兵と馬千頭になっていた。李広利は凱旋し、海西侯に封じられた。

### 匈奴討伐
紀元前99年（天漢2年）、匈奴討伐に向かった李広利の支援として李陵が5千の兵を与えられた。だが、李陵は李広利と合流前に匈奴3万の軍勢と戦い、兵力の差と支援が無かったために降伏してしまう。このことで李陵一族は処刑され、彼を弁護した司馬遷は宮刑に処された。
紀元前90年（征和3年）、李広利はふたたび勅命を受け、匈奴討伐のために五原に出兵する。その前夜、李広利の縁戚であり丞相であった澎侯劉屈氂（武帝の甥で、劉勝の子）と、李広利の妹であり武帝の寵妃であった李夫人の子の昌邑王劉髆を皇太子に推してもらえるよう密談をした。渭橋まで見送った劉屈氂に向かって李広利は「貴公が昌邑王を皇太子に立てるよう陛下に請願することを願い申し上げます。もし、昌邑王が帝に即位されるならば、貴公は以後も憂うれることはなくなるでしょう」と言った。

### 降伏
後に、内者令（600石の官吏）の郭穣が、「劉屈氂夫人は、夫が武帝の叱責を受けたため呪詛し、李広利と共に昌邑王を帝位につけるための祈祷を行なっている」と報告した。そのため、武帝は劉屈氂を逮捕して、引き回しの末に腰斬の刑に処し、妻子も斬罪となった。またこれに連座して、李広利の妻子も処刑された。
この時、李広利は勝ちに乗じて匈奴を追撃していたが、この報を知ると失意の内に匈奴に投降した。
李広利は匈奴の君主である狐鹿姑単于に重用されたが、同じく漢の降人であった衛律の上として扱われたため、衛律に妬まれ、後年その讒言により処刑された。

## 史料
- 『漢書』巻061 李広利列伝